# Сопошин
Сопошин (укр. Сопошин) — село в Жолковской городской общине Львовского района Львовской области Украины.
Население по переписи 2001 года составляло 1482 человека. Занимает площадь 17,56 км². Почтовый индекс — 80350. Телефонный код — 3252.

## Известные уроженцы
- Невядомский, Станислав (1857—1936) — польский композитор и педагог.